# Pterolophia spinosa
Pterolophia spinosa là một loài bọ cánh cứng trong họ Cerambycidae.